# Сауыскан и Туйесу

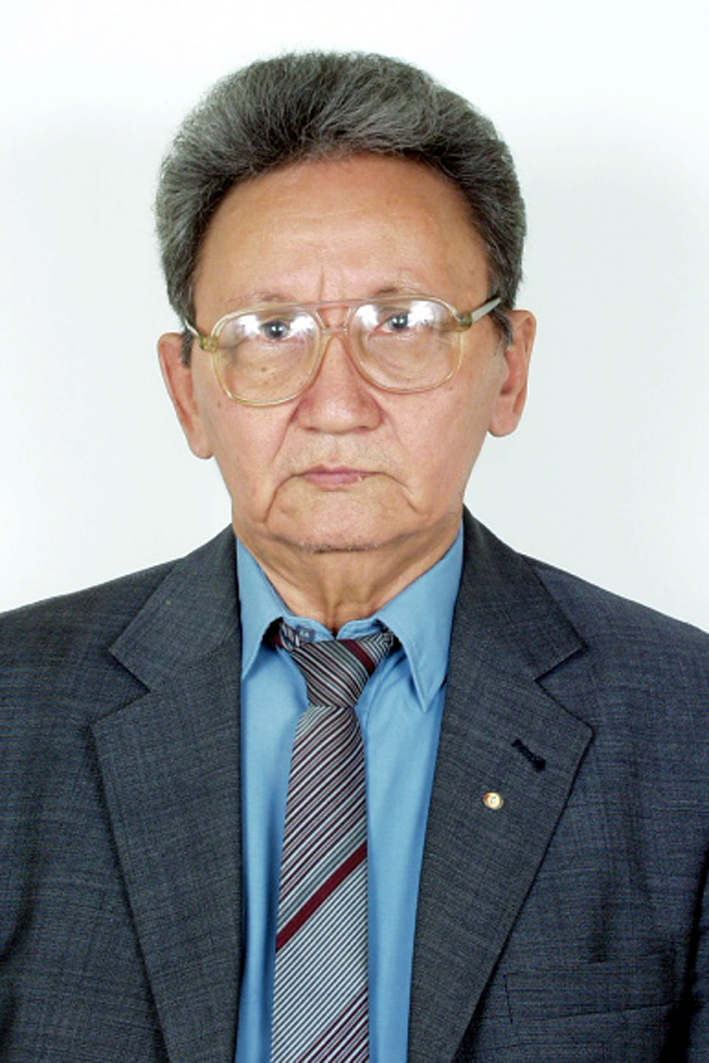
Кугешев Аяш Кугешевич

Месторождения пресных подземных вод Сауыскан и Туйесу в Казахстане открыты в 1964 и 1965 гг в период освоения вновь открытых на Мангышлаке (1961) нефтяных месторождении Жетыбай и Узень. На территории бывшей Гурьевской области (куда входил и Мангышлак) до 1960-1965гг не было  выявлено и разведано ни одного месторождения пресных подземных вод и хозяйственно-питевое водоснабжение всех населенных пунктов (кроме Гурьева), включая районных центров базировалось на т.н. шахтных колодцах.
Министерство геологии республики в 1959 году в г. Гурьеве организовало специальную гидрогеологическую экспедицию в составе молодых тогда специалистов гидрогеологов Актанова Е.С., Кугешева А., Есполова Х., Санахаева Б. и др, которые занимались изучением гидрогеологических условий территории, проведением поисков и разведки подземных вод. В рамках Всесоюзной, научно-производственной темы «Региональная оценка эксплуатационных запасов подземных вод СССР» начальником Тематической партии Кугешевым А. В 1962 году была выполнена работа по оценке прогнозных эксплуатационных запасов подземных вод Гурьевской области, где наряду с перспективной оценкой запасов подземных вод других водоносных  горизонтов, по аналогии с уже известными линзами пресных вод в соседних Туркменских Каракумах и других пустынь земного шара указывались на перспективы песчаных массивов Мангышлака, Устюрта, междуречья Урала-Волги,(песков Нарын). Открытие в 1961 г. месторождений нефти Жетыбай и Узень и отсутствие источников пресных вод  для крупного  строительства ускорили проведение здесь в широком плане разведочных работ, в результате которых в 1964 году открыто Сауысканское ,затем Туйесуское месторождения в одноименных песчаных массивах, что в свою очередь обеспечило начало ускоренного  освоения указанных нефтяных месторождений  и строительство города  Жанаозен.
Месторождения Сауыскан и Туйесу с 1964 г. используются  для хозяйственно-питьевого водоснабжения города Жанаозен.
Главная ценность и особая значимость открытия месторождений пресных подземных вод Сауыскан и Туйесу в безводной пустыне Мангышлака заключается в том, что  они в качестве единственного источника водоснабжения позволили уже в 1965 году сдать промышленную разработку первых месторождений - гигантов нефти и газа в СССР Жетыбай и Узень, став тем самым предвестником начала строительства нового Топливно-Энергетического Комплекса(ТПК) страны, а затем новой административной Мангистауской области в Казахстане, что уже дает право их отличить от других рядовых геологических открытий. Всем известно, (1961г.) открытие в отдаленном от промышленных центров, труднодоступном Мангышлаке (куда не было проложено даже ж/д сообщение) новых невиданных ранее месторождений нефти Жетыбай и Узень поставило перед руководителями Союза ССР и Казахстана много трудноразрешимых задач, главным из которых было отсутствие источников питьевого водоснабжения для жизни и работы большого количества населения на обустройства и начала промышленной разработки месторождений. Для доставки «большой воды» из р. Волга за 3000 км. потребуются годы. Поэтому для начала освоения месторождений Жетыбай и Узень рассматривались поиски и разведка источников водоснабжения за счет местных ресурсов подземных вод. 
Поиски подземных вод (в первую очередь пресных) в Мангистау проводились во  всех возможных перспективных геологических структурах и  разрезах,  особенно  после открытия нефтяных месторождений. В результате этих работ были выявлены в основном соленые технические  (которые в настоящее время используются для закачки в нефтяные пласты) или маломинерализованные воды, пригодные для нужд сельского хозяйства. И только в начале 1964 года на песчаном массиве Сауыскан были получены первые сведения о наличии пресных подземных вод, затем в песках Туйесу (1965г). После начала работ по детальной разведке месторождения для утверждения в Государственной комиссии по запасам полезных ископаемых  (ГКЗ СССР) эксплуатационных запасов подземных вод (для чего обычно требуется не менее 3 лет) в Мангистау прибыло руководство нефтяной промышленности СССР во главе с Н.К.Байбаковым и не дожидаясь завершения разведочных работ в том же 1964 году от Сауыскана (п.Сазды) был проложен 70 км. водопровод до месторождения Узень, что подтверждает не только важность ускоренного промышленного освоения новых нефтяных месторождений для страны, но и особом значении при этом вновь открытого местного источника пресных вод для обеспечения будущих  нефтепромыслов и начала строительства города Жанаозен. 
При этом, естественно, месторождение пресных вод Сауыскан с неизвестными,  еще не утвержденными запасами подземных вод рассматривалось как временный источник водоснабжения до завершения строительства основного водопровода из р. Волга с ожидаемым сроком завершения 5-10 лет. Однако «большая вода» поступила в Мангышлак  только через 20 лет и далеко не питьевого качества, больше пригодная как техническая. Только с девяностых годов прошлого века после специальной очистки и подготовки , она вместе с подземными водами Сауыскан и Туйесу используется для водоснабжения г. Жанаозен.
Выявленные и разведанные непосредственно на месте открытия нефтяных месторождений Жетыбай и Узень источники водоснабжения обеспечили своевременную передачу их в промышленную разработку, ставших родоначалом нефтяной индустрии будущей Мангистауской области.
По завершении разведочных работ на месторождениях Сауыскан и Туйесу на Мангышлаке были опоискованы  все более десятка известные песчаные массивы, из которых только в песках Кызылкум были выявлены ограниченные запасы пресных вод, которые в настоящее время используется для водоснабжения нефтепромыслов Каламкас, Каражанбас и сельских населенных пунктов. Таким образом, открытые в критический период для республики по сдаче в промышленную разработку новых нефтяных месторождений рядовое, малозначительное  на первый взгляд открытие гидрогеологов  Сауыскан и Туйесу привело к указанным выше крупным государственным решениям, оставаясь на многие годы определяющими в их выполнении.
Включенными в энциклопедию заслуживают они как единственные в своем  роде уникальные природные образования в Казахстане, отличающимися   от других по особенностям условий формирования, накопления, параметрам, запасами и простоте эксплуатации, что имеют определенное научно-познавательное значение для специалистов при проведении поисков пресных вод в пустынных зонах страны, которых у нас предостаточно. На все вопросы о редко встречающимися в природе стечении ряда благоприятных геолого-гидрогеологических обстоятельств, приведших к образованию таких крупных скоплений пресных  вод как Сауыскан и Туйесу, можно получить ответы внимательно изучив гидрогеологические условия этих месторождений уже на конкретных материалах детальной разведки. Например, почему, по какой причине оказались бесперспективными другие песчаные массивы на том же Мангышлаке.
Поскольку ,в отличие от залежей нефти и газа эксплуатационные запасы подземных вод по мере их разработки имеют возможность периодического  восполнения, месторождения Сауыскан и Туйесу в настоящее время (2021г) переживают очередную третью стадию переоценки эксплуатационных запасов подземных вод с продлением сроков эксплуатации  водозаборов на очередное 25 летие (до 2045г),став тем самым от временного постоянным источником водоснабжения нефтепромыслов Южного Мангышлака. Специалисты гидрогеологи считают, что эти уникальные природные образования еще многие годы обеспечат жителей г. Жанаозен и местное население высококачественным источником водоснабжения  в качестве компенсации суровым природно-климатическим условиям края.

## Кугешев Аяш Кугешевич
Автором проекта на поисково-разведочные  работы, руководителем и непосредственным   исполнителем работ по бурению  первых скважин, давших положительные результаты ,был гл. гидрогеолог экспедиции Кугешев Аяш Кугешевич.
Решениями коллегии Министерства геологии СССР от 4.11.1971 г. и 20.12.1973г. Первооткрывателем указанных месторождений пресных подземных вод признан Кугешев Аяш Кугешевич, с выдачей дипломов и нагрудных значков «Первооткрывателя месторождения» пресных подземных вод Сауыскан и Туйесу.
В последующие годы на Мангышлаке  под его руководством и участием  открыты десятки других источников пресных и крупных месторождений технических подземных вод для закачки в нефтяные пласты, что в определенной степени способствовало к образованию здесь самостоятельной Мангистауской административной области РК.
За открытие пресных подземных вод Сауыскан и Туйесу и выполнения особого задания Правительства Республики г-н Кугешев А. награжден  Орденом Трудового Красного  Знамени (1966г.)
Кугешев Аяш Кугешевич родился 20.12.1933г. в с. Суюндук бывшего Урдинского района Западно-Казахстанской области (ныне р-н Курмангазы Атырауской области). В 1956 г. окончил Казахский Горно-металлургический институт( г.Алматы) по специальности  «Гидрогеология и инженерная геология». Трудовую деятельность начал в Джезказганской геолого-разведочной экспедиции. С 1958 года длительное время продолжил работы в Гурьевской и Мангистауской областях, в г. Алматы на различных должностях.
В настоящее время проживает в г.Алматы.